# Psiloderces mulcatus
Psiloderces mulcatus là một loài nhện trong họ Ochyroceratidae. Loài này phân bố ở Nepal.